# Blackened Sky
Blackened Sky je debutové studiové album skotské rockové kapely Biffy Clyro. Bylo vydáno 10. března 2002 vydavatelstvím Beggars Banquet Records. Album dosáhlo 78. pozice v žebříčku UK Albums Chart a byly z něj vydány 4 singly. Deluxe remasterovaná edice byla vydána v roce 2012, která obsahovala, kromě původních 12 skladeb alba, dvě skladby z debutové extended play (EP) thekidswhopoptodaywillrocktomorrow a řadu B-sides ze singlů alba.

## Seznam skladeb
Hudbu složil(i) Biffy Clyro, texty napsal(i) Simon Neil.
| Pořadí         | Název                                            | Délka |
| -------------- | ------------------------------------------------ | ----- |
| 1.             | Joy.Discovery.Invention                          | 3:38  |
| 2.             | 27                                               | 3:27  |
| 3.             | Justboy                                          | 4:22  |
| 4.             | Kill the Old, Torture Their Young                | 6:12  |
| 5.             | The Go-Slow                                      | 3:59  |
| 6.             | Christopher's River                              | 4:09  |
| 7.             | Convex, Concave                                  | 4:28  |
| 8.             | 57                                               | 3:21  |
| 9.             | Hero Management                                  | 4:46  |
| 10.            | Solution Devices                                 | 3:18  |
| 11.            | Stress on the Sky                                | 4:14  |
| 12.            | Scary Mary (na textu spolupracoval Martin Scott) | 3:06  |
| Celková délka: | Celková délka:                                   | 49:00 |

| Bonusové skladby z remasterované edice alba (2012) | Bonusové skladby z remasterované edice alba (2012) | Bonusové skladby z remasterované edice alba (2012) |
| Pořadí                                             | Název                                              | Délka                                              |
| -------------------------------------------------- | -------------------------------------------------- | -------------------------------------------------- |
| 13.                                                | Hope for an Angel                                  | 4:06                                               |
| 14.                                                | Less the Product                                   | 6:05                                               |
| 15.                                                | Instructio4                                        | 5:53                                               |
| 16.                                                | Breatheher                                         | 3:55                                               |
| 17.                                                | Unsubtle                                           | 2:27                                               |
| 18.                                                | Being Gabriel                                      | 6:20                                               |
| 19.                                                | Time as an Imploding Unit/Waiting for Green        | 9:25                                               |
| 20.                                                | All the Way Down Chapter 2                         | 3:49                                               |
| 21.                                                | The Houses of Roofs                                | 5:13                                               |
| Celková délka:                                     | Celková délka:                                     | 96:13                                              |

## Obsazení

### Biffy Clyro
- Simon Neil – vokály, kytara, produkce
- James Johnston – basová kytara, vokály, produkce
- Ben Johnston – bicí, vokály, produkce

### Další hudebníci
- Lyndsey Joss – dodatečné nástroje (skladba 15)
- Martin Scott – bicí (skladba 15)

### Dodatečné obsazení
- Chris Blair – mastering
- Phil Lee – grafický design
- Tom Collier – obrázek na obalu alba
- Paul McCallum – fotografie kapely

### Produkční obsazení
- Chris Sheldon – produkce, nahrávání a audio inženýrství (skladby 1, 3, 4, 6 a 9–12), mixování
- Paul Corkett – produkce, nahrávání a audio inženýrství (skladby 5, 7 a 8)
- DP Johnson – produkce, nahrávání a audio inženýrství (skladby 2 a 15–20)
- S.A.G. – produkce, nahrávání a audio inženýrství (skladby 2 a 15–20)
- Mike Walker – produkce, nahrávání a audio inženýrství (skladba 13)
- Jamie Hart – asistování produkce (skladba 13)
- Dan Swift – audio inženýrství (skladba 21)
- Dan Austin – asistování audio inženýrství
- Graham Dominy – asistování audio inženýrství
- Kevin Gallagher – asistování audio inženýrství
- Sam Miller – asistování audio inženýrství

## Historie vydání
| Region             | Datum           | Vydavatelství                | Formát     | Katalog        |
| ------------------ | --------------- | ---------------------------- | ---------- | -------------- |
| Spojené království | 10. března 2002 | Beggars Banquet Records      | CD         | BBQCD226       |
| Spojené království | 10. března 2002 | Beggars Banquet Records      | LP         | BBQLP226       |
| Francie            | 8. dubna 2002   | EMI                          | CD         | 7243 8 1207420 |
| Skandinávie        | 8. dubna 2002   | Playground Music Scandinavia | CD         | BBQCD226       |
| Spojené království | 2. dubna 2012   | Beggars Banquet Records      | Dvojité LP | BBQLP2089      |